# Leptogenys karawaiewi
Leptogenys karawaiewi é uma espécie de formiga do gênero Leptogenys, pertencente à subfamília Ponerinae.